# Guldbagge 1995
La 30ª edizione del Premio Guldbagge si è svolta a Stoccolma il 30 gennaio 1995.

## Vincitori
Vengono di seguito indicati in grassetto i vincitori. Ove ricorrente e disponibile, viene indicato il titolo in lingua italiana e quello in lingua originale tra parentesi.
Miglior film
- En pizza i jordbro, regia di Rainer Hartleb
  - Kalle och änglarna, regia di Ole Bjørn Salvesen
  - Pumans dotter, regia di Ulf Hultberg e Åsa Faringer

Miglior regista
- Ulf Hultberg e Åsa Faringer - Pumans dotter
  - Rainer Hartleb - En pizza i jordbro
  - Catti Edfeldt - Sixten

Miglior attrice
- Suzanne Reuter - Yrrol
  - Viveka Seldahl - Änglagård
  - Ángeles Cruz - Pumans dotter

Miglior attore
- Sven-Bertil Taube - Le mani (Händerna)
  - Tord Peterson - Änglagård
  - Peter Haber - Sommarmord

Migliore sceneggiatura
- Peter Dalle e Rolf Börjlind - Yrrol
  - Richard Hobert - Le mani (Händerna)
  - Ulf Stark - Sixten

Migliore fotografia
- Harald Paalgard - Drömspel
  - Lars Crépin - Le mani (Händerna)
  - Jörgen Persson - Zorn

Miglior film straniero
- America oggi (Short Cuts), regia di Robert Altman
  - Forrest Gump, regia di Robert Zemeckis
  - Schindler's List - La lista di Schindler (Schindler's List), regia di Steven Spielberg

Premio per il contributo creativo
- Lars Svanberg
- Film i Väst
- Biografmuseet